# Llengües Paresí-Waurá
Les llengües pareci-xingú o paresí-waurá (o també arawak central) constitueixen el grup central de llengües arawak parlades a la Amazònia boliviana i brasilera occidental.

## Llengües de la família
Kaufman (1994) classifica aquestes llengües en dos subgrups:
- Subgrup Paresí
  - Paresí (també Parecís o Haliti)
  - Saraveca (també Sarave, †)
- Subgup Waurá
  - Waurá-Mehinaku (també Wauja, Meinaku)
  - Yawalapití (també Jaulapití)
  - Custenau (també Kustenaú, †)

Ethnologue (edició 16a) afegeix l'Enawené-Nawé, anomenat Salumã per Kaufman, a aquest grup. A més en aquesta monografia l'agavotataguerra, que prèviament es considerava una llengua no classificada es considera relacionada amb el waurá-mehinaku i amb el yawalapití.

## Comparació lèxica
Els numerals en diferents llengües paresí-waurá són:
| GLOSSA | Paresí        | Mehinaku        | Waurá         | Yawalapitî        | PROTO- PARESÍ-WAURÁ |
| ------ | ------------- | --------------- | ------------- | ----------------- | ------------------- |
| '1'    | hatita        | pawíʦa          | pawá          | pawa              | *paw- *pati-        |
| '2'    | hinʲama       | mipiyáma        | mɛpĩyãwã      | purziñəməʔ        | *(mi)pĩyãmã         |
| '3'    | hanama        | kamayukúla      | kamakúla      | kəməyuxulə        | *kamayukúla         |
| '4'    | ðalakakʷa     | mipiyáma wáka   | mɛpĩyãwã wáka | puriñə̃m-ipɨku     | *2x2                |
| '5'    | halakʷa kahe¹ | pawíʦa wɨȿɨkũ²  | pawãžɨkũ      | pa-wiriku         | *1x5                |
| '6'    | 5 + 1         | 1 + taputá      | 1+tapatanɨ    | 1+ikiruatá        | *1+5                |
| '7'    | 5 + 2         | 2 + taputá      | 2+tapatanɨ    | 2+ikiruatá        | *2+5                |
| '8'    | 5 + 3         | 3 + taputá      | 3+tapatanɨ    | 3+ikiruatá        | *3+5                |
| '9'    | 5 + 4         | 4 + taputá      | 4+tapatanɨ    | 4+ikiruatá        | *4+5                |
| '10'   | hinʲama kahe  | mamála wɨȿɨkũwí | pawãžɨkũwakã  | papáiukaka-wíriku | *2x5                |
¹ halakʷa kahe literalment és 'mà completa', per als números 6 a 9 s'usen expressions del tipus halakʷa kahe, ðane hamanija, hinʲama kahitihi hije takʷa, 'una mà completa i anant a l'altre costat posa dos dits' = '7'.
¹ pawíʦa wüxükũ significa 'una mà', els números '6' a '9' s'expressen mitjançant l'expressió taputá 'anar a [l'altra mà]'.